# Comuna Novoivanivka, Baștanka
Novoivanivka (în ucraineană Новоіванівка) este o comună în raionul Baștanka, regiunea Mîkolaiiv, Ucraina, formată din satele Kîiivske, Novoivanivka (reședința) și Starosoldatske.

## Demografie
Componența lingvistică a comunei Novoivanivka
     Ucraineană (91,16%)
     Rusă (6,28%)
     Română (1,86%)
     Alte limbi (0,47%)
Conform recensământului din 2001, majoritatea populației comunei Novoivanivka era vorbitoare de ucraineană (91,16%), existând în minoritate și vorbitori de rusă (6,28%) și română (1,86%).